# IC 1276
IC 1276 — галактика типу XII () у сузір'ї Змія.
Цей об'єкт міститься в оригінальній редакції індексного каталогу.